# Trzeci Okres Przejściowy
Trzeci Okres Przejściowy – epoka w historii Starożytnego Egiptu trwająca od śmierci faraona Ramzesa XI z XX dynastii w roku 1070 p.n.e. do koronacji faraona Psametycha I z XXVI dynastii w roku 664 p.n.e.

## Opis ogólny
Po śmierci Ramzesa XI Smendes I przejął władzę w Dolnym Egipcie, rządząc z miasta Tanis. Górny Egipt natomiast był pod władaniem arcykapłanów Amona w Tebach. W tym czasie mieszkający w zachodniej delcie Nilu Libijczycy zaczęli mieć coraz większą autonomię. Libijscy książęta przejęli władzę nad deltą za panowania Szeszonka I, który założył XXII dynastię. Szeszonk przejął władzę nad południem, nadając krewnym ważne stanowiska kapłańskie. Władza libijska zaczęła słabnąć pod wpływem ich rywali w delcie z miasta Leontopolis i Kuszytów z Nubii. Około roku 727 p.n.e. kuszycki król Pianchi dokonał inwazji, zajmując Teby i ostatecznie deltę.
W czasie Trzeciego Okresu Przejściowego prestiż Egiptu znacznie zmalał. Między 671 a 667 r. p.n.e. Asyryjczycy rozpoczęli atak na Egipt. Panowanie faraonów Taharki i jego następcy Tanutamona było wypełnione ciągłymi walkami z Asyrią. Ostatecznie Asyryjczycy zepchnęli Kuszytów z powrotem do Nubii, zdobyli Memfis i obrabowali świątynię w Tebach.
Asyryjczycy, nie podbijając Egiptu na stałe, zostawili go pod władzą swoich wasali pochodzących z miasta Sais, którzy założyli XXVI dynastię. W roku 653 p.n.e. królowi Psametychowi I udało się za pomocą greckich najemników uniezależnić się od Asyrii, tym samym rozpoczynając Okres Późny w historii Starożytnego Egiptu.

## Linie czasu
Linie czasu panowania władców starożytnego Egiptu od XXI do XXVI dynastii. Zadaniem ich jest zobrazowanie podziału władzy w Egipcie w czasie Trzeciego Okresu Przejściowego – okresu, w którym władzę na różnych terenach, sprawowało trzech, czterech, lub nawet pięciu władców jednocześnie.